# Сплюшка малазійська
Сплюшка малазійська (Otus brookii) — вид совоподібних птахів родини совових (Strigidae). Мешкає в Індонезії і Малайзії. Вид на честь Чарлза Брука — білого раджі Сараваку.

## Опис

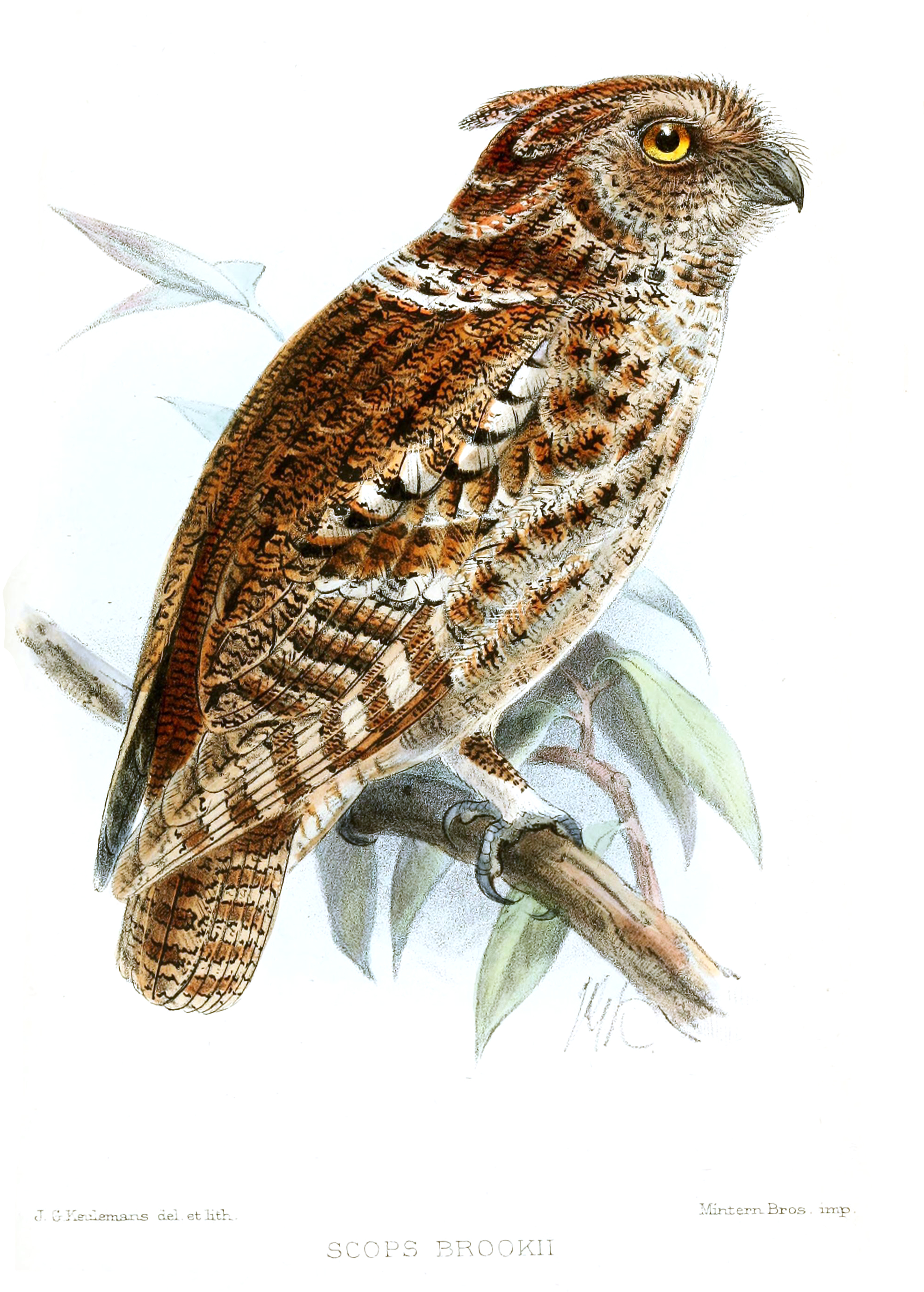
Малазійська сплюшка

Довжина птаха становить 23 см. Забарвлення переважно темно-коричневе, тім'я чорнувате, нижня частина тіла бурувата, пера на ній мають темні стрижні. Лицевий диск рудувато-коричневий, над очима світлі "брови". Кінчики крил білі, стернові пера поцятковані білими плямами. На голові відносно довгі (29-49 мм) пір'яні вуха, на кінці вони білі. Райдужки оранжеві. У представників підвиду O. b. solokensis верхня частина тіла рудувато-жовтувата, нижня частина тіла поцяткована темними смужками.

## Підвиди
Виділяють два підвиди:
- O. b. solokensis (Hartert, EJO, 1893) — гори Суматри;
- O. b. brookii (Sharpe, 1892) — гори Калімантану.

Деякі дослідники пропонують виділити O. b. solokensis у окремий вид Otus solokensis, опираючись на моделі видоутворення інших ендемічних видів гірських птахів регіону.

## Поширення і екологія
Малазійські сплюшки мешкають в горах Барісан на заході Суматри, а також в горах на півночі Калімантану, на півночі Сараваку, північному заході Північного Калімантану та на півдні Сабаху. Вони живуть у вологих гірських тропічних лісах, на висоті від 1200 до 2400 м над рівнем моря. Представники підвиду O. b. brookii не спостерігалися з моменту свого відкриття у 1892 році, поки не були повторно відкриті і сфотографовані в травні 2016 року на схилах гори Кінабалу. Також вони повторно спостерігалися у 2021 році.